# Leonard Roberts
Leonard Roberts (St. Louis, Misuri; 17 de noviembre de 1972) es un actor estadounidense conocido por su papel de D. L. Hawkins en la serie de televisión de NBC Héroes, por la que consiguió el Future Classic Award en 2007. Estudió y se graduó en 1995 en la escuela de teatro de la DePaul University.

## Filmografía
- Love is all you need? (2016) ... Entrenador Thompson
- Drumline: A new Beat (2014) ... Dr. Sean Taylor
- Private Practice (2009) ... Ryan
- Red Sands (2009)
- Bully (2008) ... es Russell Northrop
- Heroes (2006-2007) ... es D.L. Hawkins
- Bones (2005) ... es D.A. Andrew Levitt
- Smallville (2005-2006) ... es Nam-Ek
- CSI: Miami (2004) ... es Brad Foster
- 24 (2003) ...es Guard Buchanan
- Tru Calling (2003)... es Blake
- Providence
- Drumline (2002) ... es Sean Taylor
- Joe and Max (2002) ... es Joe Louis
- JAG (2001) ... es Lieutenant Crawford
- Buffy the Vampire Slayer (1999-2000) ... es Forrest Gates
- He Got Game (1998) ... es D'Andre D. Winder
- Hoodlum (1997) ... es Tyrone
- Love Jones (1997) ... es Eddie Coles
- Street Smarts (1996) Vídeo de educación Driver ... es el Ángel guardián Gemma